# Rodenhuize
Rodenhuize (ook Rodenhuyse, Rodenhuyze) is een verdwenen gehucht langs de vroegere bovenloop van de Durme, nu het kanaal Gent-Terneuzen, ter hoogte van de monding van de Moervaart. Vandaag is dit grondgebied Gent.

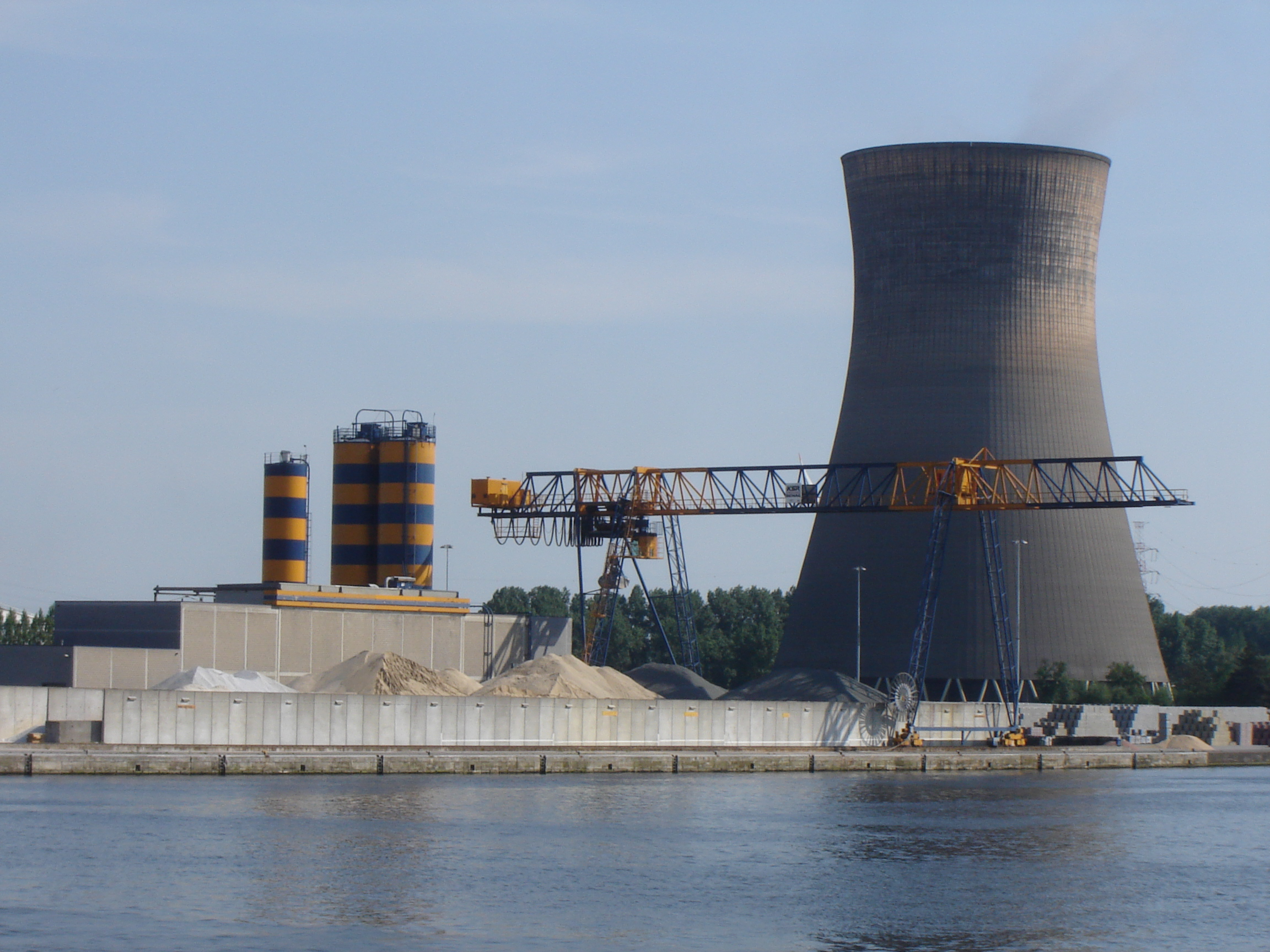
Koeltoren elektriciteitscentrale Rodenhuize

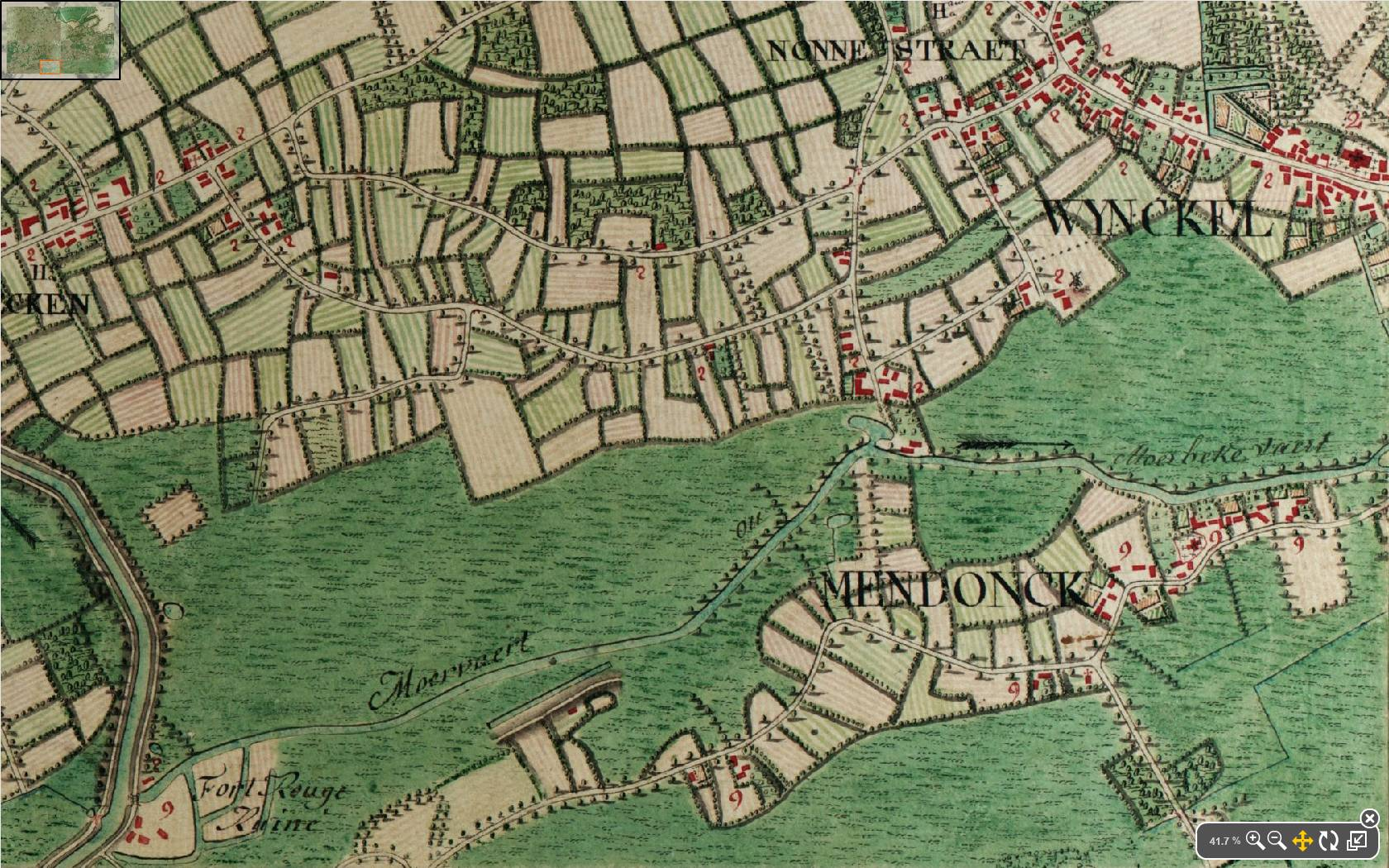
Moervaart en "Fort Rouge Ruiné" op de Ferrariskaart

## Geschiedenis
Op de samenvloeiing van de Sassevaart en de Moervaart was vroeger een fort gevestigd. Een oude vermelding gaat terug tot 1485 en de "Maison Rouge" werd vermeld in 1547. In de loop van de 17e eeuw werd dit punt meermaals verder versterkt en als fort uitgebouwd. Er kwam ook een rabot om het water te regelen.
Het fort wordt op het einde van die eeuw gesloopt, maar in de 18e eeuw omwille van de Spaanse Successieoorlog weer opgetrokken. In 1751 verdween het opnieuw. De Ferrariskaart uit de jaren 1770 toont op deze plaats nog "Fort Rouge Ruiné". De Atlas der Buurtwegen toont hier halverwege de 19e eeuw het gehucht "Roode Huis". Rodenhuize lag aan een bocht in het kanaal, dat onder meer hier op het eind van de 19e eeuw werd rechtgetrokken.
De plaats verdween in de 20e eeuw in het havengebied van Gent en nu staat er een elektriciteitscentrale van Electrabel. De koeltoren van deze elektriciteitscentrale heeft een hoogte van 110m en behoort hiermee tot de hoogste gebouwen van Gent. Een dok is genoemd naar de plaats, het Rodenhuizedok.